# Suono naturale (album)
Suono naturale è il primo album della cantante italiana Ilaria Porceddu, accreditata semplicemente come Ilaria, pubblicato dalla Sony BMG il 27 giugno 2008.
Il lavoro, anticipato dall'omonimo singolo, contiene 12 brani, di cui 3 cover presentate durante la partecipazione ad X Factor, manifestazione nella quale la cantante si è aggiudicata il quinto posto: Oceano di Lisa, Snow on the Sahara di Anggun e I Don't Know di Noa.

## Tracce
1. Suono naturale
2. Il contatto
3. Snow on the Sahara
4. Io ce la farò
5. Dopo un grande amore
6. Oceano
7. Se tu mi guardi così
8. Ottobre
9. Favola
10. Stella che cadi
11. I Don't Know
12. La voce della luna

## Formazione
- Ilaria Porceddu - voce
- Marco Rinalduzzi - chitarra, tastiera, programmazione, basso
- Alessandro Canini - batteria, basso